# Bismarckschule (Elmshorn)
Die Bismarckschule Elmshorn ist ein Gymnasium im schleswig-holsteinischen Elmshorn. Sie ist das älteste Gymnasium dieser Stadt. Seit 1913 trägt die Schule ihren heutigen Namen.

## Geschichte
Die Schule wurde 1869 als Höhere Bürgerschule für „geeignete Jungen“ ursprünglich in der Schulstraße nordöstlich des Propstenfeldes gegründet. 1896/97 wurde am jetzigen Platz ein Neubau errichtet.

## Stiftungen
An der Schule gibt es drei verschiedene Stiftungen.
Die Stiftung zur Förderung internationaler Beziehungen unterstützt Schüler sowie Lehrkräfte finanziell in der Durchführung von Begegnungsfahrten mit Jugendlichen im Ausland.
Die Ernst-Hermann-Kölln-Stiftung und die Walter-Stich-Stiftung vergeben Reisestipendien an besonders leistungsstarke und engagierte Schüler, welche zur Berufswahlunterstützung in Form eines Praktikums im In- oder Ausland genutzt werden sollen.

## Bekannte Schüler
- Finn Becker, Fußballspieler
- Hanno Behrens, Fußballspieler
- Hans Langmaack, Wissenschaftler
- Bithja Menzel (* 1993), Politikerin
- Lina Maly, Singer-Songwriterin[4]
- Ernst Dieter Rossmann, Politiker[5]
- Anneke Kim Sarnau, Schauspielerin[6]
- Michael Stich, ehemaliger Tennisspieler[7]
- Reinhard Ueberhorst, Politiker, wissenschaftlicher Berater und Autor